# 文武阁
文武阁，位于中国广东省梅州市大埔县湖寮县农机厂背，为梅州市大埔县的一个县级文物保护单位，类型为古建筑，公布时间为1985年4月。
文武阁的历史年代为清代。